# Коноково (Краснодарский край)
Ко́ноково — село в Успенском районе Краснодарского края. Образует Коноковское сельское поселение, являясь его административным центром.

## Географическое положение
Село расположено на левом берегу Кубани, при впадении в неё левого притока Бечуг, в степной зоне, в 4 км северо-западнее районного центра — села Успенского, в 18 км юго-восточнее города Армавир.
Протяжённость села с севера на юг — 8 км, с востока на запад — 9 км. Граничит с северо-востока — с Убеженским сельским поселением, с юго-востока — с Успенским и Урупским сельскими поселениями, с юго-запада — с Урупским сельским поселением и городом Армавир, с северо-запада — с Вольненским сельским поселением и городом Армавир.
По территории проходит линия Северо-Кавказской железной дороги (железнодорожная станция Коноково) и федеральная трасса «Кавказ».

## История
Коноково — железнодорожная станция и одноимённое село, расположенные в 17 км. к юго-востоку от Армавира. Этот топоним остался от некогда находившегося здесь аула бесленеевцев. Название аулу было дано по одному из двух княжеских родов бесленеевцев — Каноко (адыг. Къанокъуэ). Пять родов из группы Каноко объединились в союз, именовавшийся по крупнейшей фамилии Кургоко, от которой произошло название еще одного бесленеевского аула – Кургоковский, расположенного восточнее села Коноково, на левом берегу реки Кубань.
Современное селение Коноково было основано в 1901 году.
В числе первых поселенцев были солдаты царской армии рекрутского набора — Радченко Михаил Васильевич и Путивец Евтей Осипович. Развитие села шло очень активно, об этом свидетельствуют факты: уже в 1910 году в Кубанском календаре отмечено, что Коноково имело 733 двора и проживало 4803 человека. В их распоряжении было 5853 десятины земли, 675 десятин выпаса, 70 гектаров леса.
По данным 1913 года, в Коноково было два одноклассных училища при пяти учителях, общество взаимного кредита, кредитное товарищество, библиотека-читальня, железнодорожная станция, телефон. А в 1915 году была установлена телефонная связь с селом Успенским и станицей Убеженской.
Массовое выступление населения 2 июня 1929 года против отчуждения имущества у кулаков Ф. Е. Резинки и П. Ф. Фомушкина.

## Население
| 1959  | 1979  | 2002  | 2010  | 2012  | 2013  | 2014  |
| ----- | ----- | ----- | ----- | ----- | ----- | ----- |
| 5572  | ↗6026 | ↗7411 | ↗7880 | ↘7867 | ↗7929 | ↗7958 |
| 2015  | 2016  | 2017  | 2018  | 2019  | 2020  | 2021  |
| ↗7992 | ↗7999 | ↘7990 | ↘7956 | ↘7899 | ↘7859 | ↗8353 |
| 2023  |       |       |       |       |       |       |
| ↘8235 |       |       |       |       |       |       |

## Известные люди
- Широбокова, Александра Петровна — советский работник сельского хозяйства, Герой Социалистического Труда.